# Atletismo nos Jogos Pan-Americanos de 1991 - Lançamento de disco masculino
A prova do lançamento de disco masculino nos Jogos Pan-Americanos de 1991 foi realizada em 10 de agosto em Havana, Cuba.

## Medalhistas
| Ouro                                  | Prata                 | Bronze                       |
| Anthony Washington USA Estados Unidos | Roberto Moya CUB Cuba | Juan Martínez Brito CUB Cuba |

### Final
| Posição           | Nome                | Nacionalidade      | Marca | Notas |
| ----------------- | ------------------- | ------------------ | ----- | ----- |
| Medalha de ouro   | Anthony Washington  | USA Estados Unidos | 65.04 |       |
| Medalha de prata  | Roberto Moya        | CUB Cuba           | 63.92 |       |
| Medalha de bronze | Juan Martínez Brito | CUB Cuba           | 63.52 |       |
| 4                 | Mike Gravelle       | USA Estados Unidos | 61.54 |       |
| 5                 | Robert Venier       | CAN Canadá         | 54.60 |       |
| 6                 | Alex Stanat         | CAN Canadá         | 52.26 |       |
| 7                 | Marcelo Pugliese    | ARG Argentina      | 47.46 |       |